# Crkva Sedam žalosti Blažene Djevice Marije u Prepolnu
Crkva Sedam žalosti Blažene Djevice Marije je katolička crkva u naselju Prepolno koje je u sastavu grada Sveti Ivan Zelina i zaštićeno kulturno dobro

## Opis dobra
Crkva je sagrađena 1807. godine u oblicima baroknog klasicizma kao jednobrodna građevina pravokutnog tlocrta zaobljenih kutova s užim svetištem zaključenim stiješnjenom apsidom, sakristijom i zvonikom na glavnom pročelju. U cijelosti je svođena. Barokni oltar velikih dimenzija prekriva začelni zid svetišta i najvrjedniji je dio inventara.

## Zaštita
Pod oznakom Z-1878 zavedena je kao nepokretno kulturno dobro - pojedinačno, pravna statusa zaštićena kulturnog dobra, klasificirano kao "sakralna graditeljska baština".